# شیانتاو
شیانتاو (به لاتین: Xiantao) یک subprefecture-level city و county-level city در جمهوری خلق چین است که در هوبئی واقع شده‌است.

## خصوصیات
شیانتاو ۱٬۴۸۰٬۱۰۰ نفر جمعیت دارد و ۳۱ متر بالاتر از سطح دریا واقع شده‌است.